# Болдешть (Прахова)
Болдешть, Болдешті (рум. Boldești) — село у повіті Прахова в Румунії. Адміністративний центр комуни Болдешть-Гредіштя.
Село розташоване на відстані 59 км на північний схід від Бухареста, 42 км на схід від Плоєшті, 131 км на південний захід від Галаца, 114 км на південний схід від Брашова.

## Населення
За даними перепису населення 2002 року у селі проживали 992 особи, усі — румуни. Усі жителі села рідною мовою назвали румунську.